# Kenna James (Pornodarstellerin)

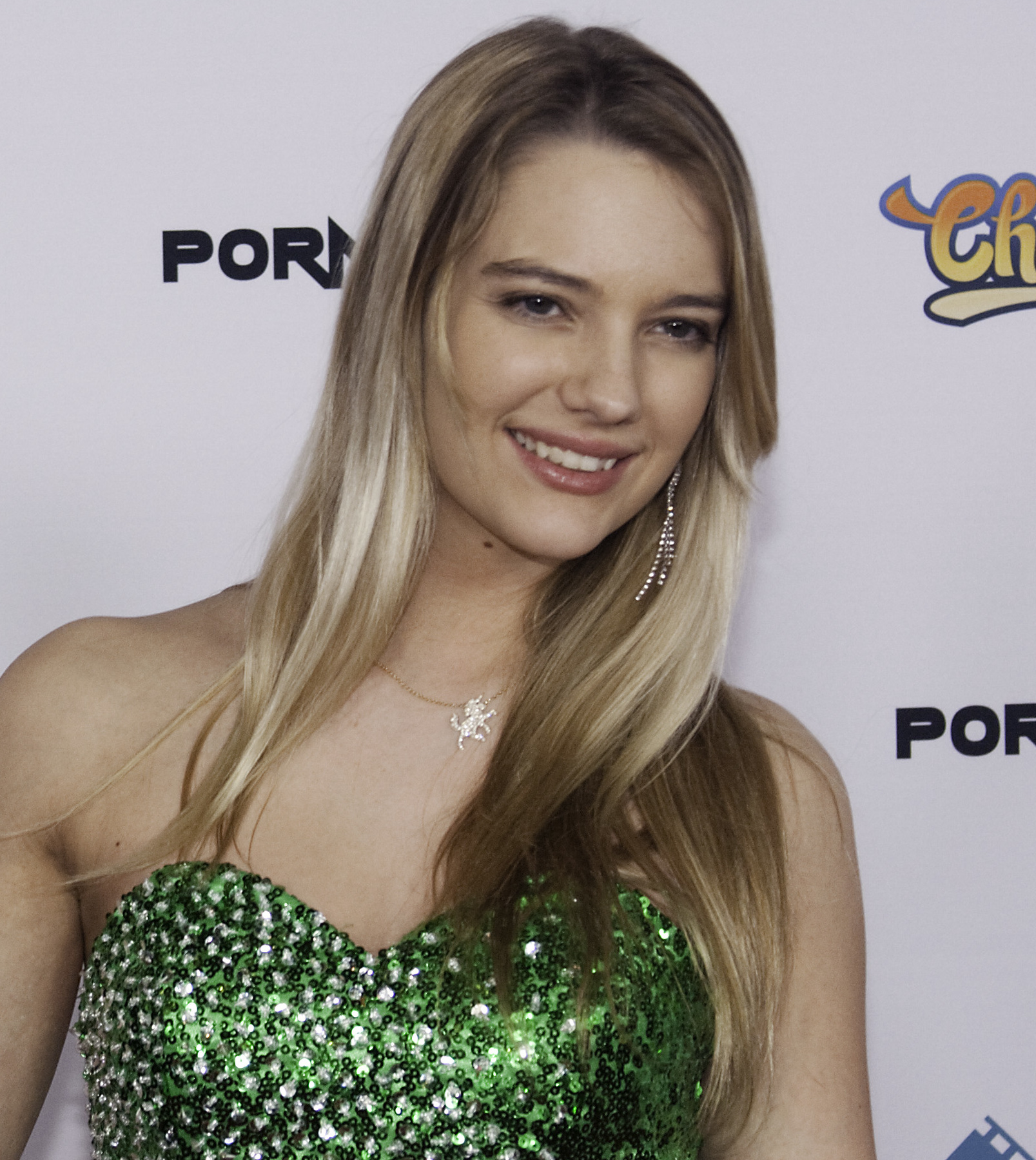
Kenna James, 2016

Kenna James (* 16. Januar 1995 in Evansville, Indiana, USA) ist eine US-amerikanische Pornodarstellerin.

## Karriere
Kenna begann ihre Karriere in der Hardcorebranche im Alter von 20 Jahren. Sie drehte bisher mehr als 300 Filme, u. a. für Evil Angel, Wicked Pictures und Girlfriends Films. Sie ist bekannt für ihre Darstellungen in Lesben-Szenen.
2015 war sie „Penthouse Pet“ des Monats (Miss Februar) und „Twistys Treat“ des Monats April 2015. Im Jahr 2016 war sie „Penthouse Pet des Jahres“.

## Auszeichnungen
- 2020: XBIZ Award – „Best Sex Scene — All-Girl“ (Confessions of a Sinful Nun 2)[1]
- 2020: XBIZ Award –  „Best Supporting Actress“ (Teenage Lesbian)[1]
- 2022: XBIZ Award – „Girl/Girl Performer of the Year“[2]
- 2022: AVN Award –  Best Leading Actress[3]

## Filmografie (Auswahl)
- 2015: Stryker
- 2019: First Anal 10
- 2019: Kittens & Cougars 14: The Strap-on Edition
- 2019: Teenage Lesbian
- 2019: Girls of Wrestling
- 2020–2023: Tushy Raw 11, 44
- 2022: Dark Is The Night
- 2022: DP Me 13
- Young Fantasies 3, 6
- Love in the Digital Age
- Dirty Cosplay
- Confessions of a Sinful Nun 2: The Rise of Sister Mona
- Watching My Hotwife 5
- The Possession of Mrs. Hyde
- Natural Beauties 10
- The Puppeteer
- Nympho.com 1
- The Pledge